# Jorge (football)
Pour les articles homonymes, voir Jorge, Oliveira et Moraes.
Jorge Marco de Oliveira Moraes, dit Jorge, né le 28 mars 1996 à Rio de Janeiro, est un footballeur international brésilien qui joue au poste de latéral gauche sous les couleurs du Santos FC, en prêt de la SE Palmeiras.

## Biographie

### Carrière en club

#### CR Flamengo (2014-2017)
Jorge commence sa carrière au CR Flamengo.

#### AS Monaco (2017-2021)
Le 30 janvier 2017, il s'engage pour quatre saisons et demie avec l'AS Monaco. 
Il dispute son premier match en Ligue 1 face à Toulouse, en entrant en jeu à la 89e minute. Il est titularisé pour la première fois en championnat face à Rennes (victoire 2-3) à l'occasion de la dernière journée de Ligue 1, l'ASM ayant déjà été sacré. Il inscrit également son premier but au cours de ce match. Il n'aura que très peu joué depuis son arrivée au mercato hivernal partie durant la fin de saison 2016-2017, cumulant cinq matchs, dont seulement deux en Ligue 1 et trois en Coupe de France.
Le 31 août 2018, il est prêté avec option d'achat au FC Porto. Peu convaincant et rapidement mis à l'écart par Sérgio Conceição, il quitte le club portugais le 28 mars 2019 pour retourner dans son pays avec un prêt au Santos FC jusqu'à la fin de l'année 2019.

### Palmeiras (depuis 2021)
Le 24 juillet 2021, il s'engage avec Palmeiras après ses échecs en Europe.

### En sélection
En 2015, il est sélectionné par Rogério Micale pour participer à la Coupe du monde des moins de 20 ans 2015 avec le Brésil. Il aide son équipe à atteindre la finale, notamment en marquant face au Sénégal en demi-finales (victoire 5-0), mais ne peut éviter la défaite 1-2 de son équipe en finale face à la Serbie.
Appelé pour la première fois en équipe du Brésil en janvier 2017 pour une rencontre amicale contre la Colombie en hommage au club de Chapecoense, Jorge fait ses débuts en entrant à la pause de cette rencontre remportée 1-0 par la Seleção.

## Statistiques

### En club
| Saison                | Club                  | Championnat           | Championnat | Championnat | Coupe nationale | Coupe nationale | Coupe de la Ligue | Coupe de la Ligue | Supercoupe | Supercoupe | Compétition(s) continentale(s) | Compétition(s) continentale(s) | Compétition(s) continentale(s) | Ligue régionale | Ligue régionale | Total | Total |
| Saison                | Club                  | Division              | M.          | B.          | M.              | B.              | M.                | B.                | M.         | B.         | Comp.                          | M.                             | B.                             | M.              | B.              | M.    | B.    |
| 2014                  | CR Flamengo           | Série A               | -           | -           | -               | -               | -                 | -                 | -          | -          | -                              | -                              | -                              | 1               | 0               | 1     | 0     |
| 2015                  | CR Flamengo           | Série A               | 22          | 0           | 3               | 1               | -                 | -                 | -          | -          | -                              | -                              | -                              | 1               | 0               | 26    | 1     |
| 2016                  | CR Flamengo           | Série A               | 32          | 2           | 4               | 0               | -                 | -                 | -          | -          | CS                             | 2                              | 1                              | 17              | 1               | 55    | 4     |
| Sous-total            | Sous-total            | Sous-total            | 54          | 2           | 7               | 1               | -                 | -                 | -          | -          | -                              | 2                              | 1                              | 19              | 1               | 82    | 5     |
| 2016-2017             | AS Monaco             | Ligue 1               | 2           | 1           | 3               | 0               | -                 | -                 | -          | -          | C1                             | -                              | -                              | -               | -               | 5     | 1     |
| 2017-2018             | AS Monaco             | Ligue 1               | 22          | 1           | 1               | 0               | -                 | -                 | -          | -          | C1                             | 4                              | 0                              | -               | -               | 27    | 1     |
| 2019-2020             | AS Monaco             | Ligue 1               | -           | -           | 2               | 0               | -                 | -                 | -          | -          | -                              | -                              | -                              | -               | -               | 2     | 0     |
| Sous-total            | Sous-total            | Sous-total            | 24          | 2           | 6               | 0               | -                 | -                 | -          | -          | -                              | 4                              | 0                              | -               | -               | 34    | 2     |
| 2018-2019             | FC Porto (prêt)       | Primeira Liga         | -           | -           | 1               | 0               | 1                 | 0                 | -          | -          | C1                             | 1                              | 0                              | -               | -               | 3     | 0     |
| 2018-2019             | FC Porto B (prêt)     | Ledman LigaPro        | 2           | 0           | -               | -               | -                 | -                 | -          | -          | -                              | -                              | -                              | -               | -               | 2     | 0     |
| Sous-total            | Sous-total            | Sous-total            | 2           | 0           | 1               | 0               | 1                 | 0                 | -          | -          | -                              | 1                              | 0                              | -               | -               | 5     | 0     |
| 2019                  | Santos FC (prêt)      | Série A               | 29          | 1           | 6               | 1               | -                 | -                 | -          | -          | -                              | -                              | -                              | -               | -               | 35    | 2     |
| Sous-total            | Sous-total            | Sous-total            | 29          | 1           | 6               | 1               | -                 | -                 | -          | -          | -                              | -                              | -                              | -               | -               | 35    | 2     |
| 2020-2021             | FC Bâle (prêt)        | Super League          | 5           | 0           | -               | -               | -                 | -                 | -          | -          | -                              | -                              | -                              | -               | -               | 5     | 0     |
| Sous-total            | Sous-total            | Sous-total            | 5           | 0           | -               | -               | -                 | -                 | -          | -          | -                              | -                              | -                              | -               | -               | 5     | 0     |
| 2021                  | SE Palmeiras          | Série A               | 7           | 0           | -               | -               | -                 | -                 | -          | -          | CL                             | -                              | -                              | -               | -               | 7     | 0     |
| 2022                  | SE Palmeiras          | Série A               | 9           | 0           | 2               | 0               | -                 | -                 | -          | -          | CL                             | -                              | -                              | 8               | 0               | 19    | 0     |
| Sous-total            | Sous-total            | Sous-total            | 16          | 0           | 2               | 0               | -                 | -                 | -          | -          | -                              | 5                              | 0                              | 8               | 0               | 31    | 0     |
| Total sur la carrière | Total sur la carrière | Total sur la carrière | 130         | 5           | 22              | 2               | 1                 | 0                 | -          | -          | -                              | 12                             | 1                              | 27              | 1               | 192   | 9     |

### En sélection
| Sélection | Année | Statistiques | Statistiques |
| Sélection | Année | Matchs       | Buts         |
| --------- | ----- | ------------ | ------------ |
| Brésil A  | 2017  | 1            | 0            |
| Brésil A  | Total | 1            | 0            |

Mis à jour le 27 janvier 2017

#### Match international
| Match international de Jorge | Match international de Jorge | Match international de Jorge                | Match international de Jorge | Match international de Jorge | Match international de Jorge | Match international de Jorge                                    |
|                              | Date                         | Lieu                                        | Adversaire                   | Résultat                     | Compétition                  | Notes                                                           |
| ---------------------------- | ---------------------------- | ------------------------------------------- | ---------------------------- | ---------------------------- | ---------------------------- | --------------------------------------------------------------- |
| 1.                           | 26 janvier 2017              | Stade Nilton-Santos, Rio de Janeiro, Brésil | Colombie                     | 1 - 0                        | Match amical                 | Entre en jeu à la place de Fabio Santos à la 46e minute de jeu. |

## Palmarès

### En club
|  |  | CR Flamengo - Championnat Carioca - Vainqueur : 2014 |  | AS Monaco - Ligue 1 - Champion : 2017 - Vice-champion : 2018 |